# Elkan Nathan Adler
Elkan Nathan Adler (Saint Luke's, 24 luglio 1861 – Londra, 15 settembre 1946) è stato uno storico e avvocato britannico, collezionista di libri e manoscritti ebraici.
Fervente sionista, fu uno dei primi membri dell'Hovevei Zion in Inghilterra, estremamente attivo negli affari comuni inglese-ebraici, specialmente nell'ambito dell'istruzione.
Fu il primo europeo ad aver accesso agli archivi del Cairo, e, fra il 1888 e il 1895, raccolse e riportò nell'isola oltre 25 000 frammenti di manoscritti provenienti dal sito di Genizah. 
Durante i suoi frequenti viaggi, costruì un'enorme biblioteca di documenti ebraici, con più di 4 500 manoscritti (al 1921) e 30 000 libri stampati relativi all'arte cerimoniale ebraica.

## Biografia
Particolarmente interessato alla storia degli ebrei persiani, nel 1896 e nel 1897 si recò a Teheran e Bukhara, dove entrò in possesso di vari manoscritti ebraici e giudeo-persiani, dei quali pubblicò in seguito un catalogo descrittivo.
Queste pubblicazioni consegnarono agli studiosi occidentali un quadro critico degli sforzi culturali, letterari e intellettuali perseguiti dagli ebrei iraniani. I manoscritti raccolti da Adler includevano opere religiose e secolari inerenti varie tematiche, quali:  storia, folklore, calendari, dizionari biblici e talmudici, libri di preghiere, inni liturgici, discorsi sulla Kabbalah (il misticismo ebraico) e le cronache della persecuzioni religiosi. Il Catalogue of Hebrew Manuscripts in the Collection of E. N. Adler ("Catalogo dei manoscritti ebraici nella collezione di EN Adler") furono censiti più di 4 500 manoscritti.
Complessivamente, Adler raccolse circa 30 000 libri stampati relativa ai Giudaica, l'arte cerimoniale degli Ebrei. Sfortunatamente per lui, l'appropriazione indebita di un socio in affari lo obbligò a vendere nel 1923 la maggior parte della sua biblioteca al Seminario teologico ebraico d'America a New York City e all'Hebrew Union College di Cincinnati. Adler accettò di lasciare in eredità le sue successive acquisizioni al Seminario teologico ebraico.
Durante una visita in Egitto nel 1924, Adler acquistò un vaso che era stato scoperto poco tempo prima, e che conteneva l'archivio privato di un mercenario egiziano, Horos figlio di Nechoutes (c. 145-88 a.C.), curando personalmente l'edizione dei documenti in esso contenuti come The Adler Papyri.
Adler pubblicò molti libri relativi ai viaggi e alle  accumulate collezioni, tra i quali: About Hebrew Manuscripts (nel 1905), A Gazetteer of Hebrew Printing (nel 1917); Jewish in Many Lands (nel 1905); Auto de Fe e Jew (nel 1908); History of the Jews of London (nel 1930); Jewish Travelers (nel 1930, ristampato nel 1966); oltre ad articoli in merito ai samaritani e alla storia degli ebrei in Egitto e in Persia.
Per sua volontà testamentaria, i suoi archivi personali furono trasferiti e affidati alla biblioteca del Jewish Theological Seminary of America.